# Římskokatolická farnost Vilémov u Litovle
Římskokatolická farnost Vilémov u Litovle je územní společenství římských katolíků s farním kostelem sv. Kateřiny Alexandrijské v děkanátu Konice.

## Dějiny farnosti
Farnost Vilémov u Litovle existovala již ve 14. století, v první polovině 17. století zanikla a byla přifařena k Bohuslavicím. Roku 1784 byla zřízena kuracie, roku 1860 samostatná farnost.

## Území farnosti a sakrální stavby
DO farnosti přísluší následující obce s těmito sakrálními stavbami:
- Vilémov
  - Farní kostel sv. Kateřiny Alexandrijské
  - Kaple svatého Floriána
- Cakov (místní část obce Senice na Hané)
  - Kaple svatého Floriána
- Olbramice
  - Kaple svatého Víta